# Inmigración siria en España
La inmigración siria en España es un tipo de inmigración árabe en España que se refiere al asentamiento de ciudadanos de la República Árabe Siria en territorio perteneciente al Reino de España.
En España, la presencia de sirios, región gobernada coloquialmente por la vecina Francia a través del mandato francés de Siria, ha sido históricamente testimonial, dándose inicio a comienzos del siglo XXI con especial incidencia tras el estallido de la guerra civil siria después de las protestas antigubernamentales en marzo de 2011 en el marco de la Primavera Árabe.
A diferencia de otros flujos migratorios con destino a España, la inmigración desde Siria no ha tenido crecimientos bruscos en ninguna de las tres primeras décadas del siglo y ha estado íntimamente relacionada con la concesión de la condición de refugiado en España para la llegada al país, en lugar de una llegada irregular, si bien esto también se ha dado en ocasiones desde las costas argelinas.